# Nemoria subsequens
Nemoria subsequens är en fjärilsart som beskrevs av Ferguson 1969. Nemoria subsequens ingår i släktet Nemoria och familjen mätare. Inga underarter finns listade i Catalogue of Life.